# Year of the Gentleman
Year of the Gentleman — третий студийный альбом американского певца и автора песен Ни-Йо. Он был выпущен на лейблах Compound Entertainment и Def Jam Recordings 16 сентября 2008 года в США. Как и в случае со своими предыдущими альбомами In My Own Words (2006) и Because of You (2007), Ни-Йо работал с Stargate, Реджи «Сайенс» Перри и Ши Тейлор над большей частью альбома, но также консультировался с новыми соавторами, включая Чака Хармони, Полоу да Дона, The Stereotypes, Butter Beats и Шомари «Шо» Уилсона.
Альбом имел коммерческий успех, войдя в топ-10 в нескольких странах. Year of the Gentleman занял второе место в американском Billboard 200 и в конечном итоге был сертифицирован платиновым Американской ассоциацией звукозаписывающей индустрии (RIAA) за тираж в миллион копий в США, что сделало его третьим платиновым альбомом по продажам, а также третьим альбомом подряд, вошедшим в десятку лучших после Because of You. Он также был сертифицирован дважды платиновым британской фонографической индустрией (BPI), для поставок 600 000 экземпляров в Соединённое Королевство. Он также был сертифицирован в Канаде, Италии, Японии, Новой Зеландии и Саудовской Аравии.
Получивший положительные отзывы музыкальных критиков, Year of the Gentleman принёс Ни-Йо шесть номинаций на Грэмми, включая Альбом года и Лучший современный R&B-альбом на 51-й церемонии вручения премии. Rolling Stone поставил его на 33-е место в своём списке 50 лучших альбомов 2008 года. В поддержку альбома Def Jam выпустили четыре сингла, включая международные хиты «Closer» и «Miss Independent», а также «Mad» и «Part of the List».

## Описание
Year of the Gentleman был назван в честь художественного влияния Ни-Йо. Ни-Йо упомянул американскую группу Rat Pack 1960-х годов, особенно участников Фрэнка Синатру и Сэмми Дэвиса-младшего, как оказавших влияние, чей стиль вдохновил его на одежду и музыку. Объясняя название альбома, он сказал, что «пытается вернуть то, когда ты не мог выйти из дома, если не выглядел наилучшим образом». Комментируя таких музыкантов, как the Rat Pack и Nat King Cole, он отметил, что «они подходят друг другу, и все правильно сверху донизу. Не говорю, что это обязательно должен быть костюм, потому что одежда не делает мужчину — это отношение и личность. Музыка должна олицетворять это». В альбоме, как было объявлено ранее, нет никаких особенностей, хотя «Single» также присутствует в качестве версии с New Kids on the Block в их альбоме The Block.
Хотя Ни-Йо утверждал, что хотел «взять другое направление» в альбоме, увеличив его R&B-звучание. Согласно журналу Billboard, «кажется, у него всё ещё есть тяжёлый, но желанный оттенок (ритм—энд—блюза) в готовом продукте». Сцена на заднем плане для обложки была снята в особняке million, известном как Pink Palace, в районе Бакхед Атланты, штат Джорджия.

## Выпуск и продвижение
Первый сингл «Closer» был выпущен 15 апреля. Песня дебютировала на двадцать второй строчке в UK Singles Chart, а позже заняла первое место. В Billboard Hot 100 песня достигла седьмого места, в то время как в чарте Hot 100 Airplay она заняла первое место. Вторым синглом должен был стать «Stop This World», но был заменён на «Miss Independent», который был выпущен 11 августа. Физический релиз будет сопровождаться видеоклипом, премьера которого состоялась 21 августа на сайте Access Granted. Обе эти песни спродюсированы Stargate и написаны в соавторстве с ними. Альбом был переиздан 3 декабря 2008 года в Японии с оригинальными японскими бонус-треками «What’s The Matter» и «She Got Her Own» (при участии Fabolous и Джейми Фокса), а также двумя ремиксами на «Closer» и эксклюзивным треком для американского iTunes «In The Way» (список треков на hmv.co.jp)
Подтверждено, что третьим синглом будет «Mad», и он появится на Urban/Rhythmic 14 октября 2008 года. На песню «She Got Her Own» было снято видео, которое является официальным международным синглом. 21 мая 2008 года — за несколько месяцев до выхода альбома — Ни-Йо исполнил балладу «Stop This World» в мыльной опере ABC «All My Children». Появившись в роли самого себя, Ни-Йо спел песню во время пышной свадебной церемонии супружеской пары Джесси и Энджи Хаббард. Подтверждено, что четвёртый сингл будет «Part of the List». Музыкальное видео снимается в Праге 22 марта. Режиссёр — ТАДЖ из the Popular Kid. Видео спродюсировал Эндрю Листерманн из Riveting Entertainment.

## Отзывы и критика
Шаблон:Music ratings
Year of the Gentleman стал его самым хорошо принятым альбомом критиками на тот момент. На Metacritic, который присваивает нормализованный рейтинг из 100 отзывам критиков, альбом получил средний балл 79, что указывает на «в целом благоприятные» отзывы, основанные на 12 рецензиях. В своём обзоре для Rolling Stone Кэрин Ганц заявила, что «28-летний певец и автор песен говорит, что его последняя коллекция проникновенных песен о любви — дань стилю отглаженных костюмов the Rat Pack, но на самом деле это превосходный концептуальный альбом о том, каким замечательным парнем он может быть». Актёр Брэд Вит написал, что Ни-Йо «более сильный, уверенный в себе человек, чем тот, которого многие помнят зализывающим раны» по его предыдущей работе. Обозреватель Newsday Гленн Гамбоа поставил альбому оценку «А» и написал: «на протяжении большей части альбома Ни−Йо просто оттачивал свои навыки создания хитов, создавая одну запоминающуюся мелодию за другой, создавая альбом, который, наконец, соответствует потенциалу, на который он только намекал в своих первых двух релизах, как в лирическом, так и в вокальном плане».
Эми Линден из The Village Voice сказала, что альбом «реконфигурирует „grown and sexy“, детализируя отношения с часто непростой смесью душевной боли, размышлений, остроумия, похоти и смирения». Стив Джонс из USA Today обнаружил, что «учитывая, сколько хитов он сочиняет для других исполнителей, то, что у него есть так много хорошего материала для себя, свидетельствует о его внимании к деталям повествования…К его чести, на его диске нет приглашённых звёзд, несмотря на то, что он входит в список A-list сторонних коллабораций. Всего за два года он продемонстрировал значительный рост, выпустив три достойных альбома, что намекает на то, что он, возможно, лишь поверхностно раскрывает свой потенциал». Роберт Кристгау присвоил альбому рейтинг почётного упоминания (Почётное упоминание о 2 звёздах), указывающий на «приятное усилие, которое вполне может понравиться потребителям, настроенным на его первостепенное эстетическое или индивидуальное видение». Однако Эрик Хендерсон из журнала Slant нашёл его «музыкально неровным и тяжёлым для баллад», в то время как Натан Рабин, сценарист The A.V. Club отметил, что «победный грув Ни-Йо переходит в колею, а его тихий шторм становится ужасно сонным».

## Позиция
Year of the Gentleman дебютировал на втором месте в Billboard 200 с тиражом 250 000 проданных копий, что стало его первым альбомом, не дебютировавшим на первом месте в чарте. Альбом дебютировал на второй строчке в UK Albums Chart, что дало Ни-Йо его альбому наивысшую позицию в чартах Великобритании, обойдя Because of You, который дебютировал на шестой строчке в 2007 году. В Японии альбом дебютировал под номером один и на данный момент разошёлся тиражом более 200 000 копий, а в Великобритании — 100 000 копий за первую неделю. С тех пор альбом получил платиновый сертификат в Великобритании.

## Треклист
| №   | Название                   | Автор(ы)                                                                               | Producer(s)        | Длительность |
| --- | -------------------------- | -------------------------------------------------------------------------------------- | ------------------ | ------------ |
| 1.  | «Closer»                   | Shaffer Smith Tor Erik Hermansen Mikkel Storleer Eriksen Magnus Beite Bernt Rune Stray | Stargate Ne-Yo [a] | 3:54         |
| 2.  | «Nobody»                   | Smith                                                                                  | Kirven Arrington   | 3:07         |
| 3.  | «Single»                   | Smith Jamal Jones                                                                      | Polow da Don       | 4:18         |
| 4.  | «Mad»                      | Smith Hermansen Eriksen                                                                | Stargate Ne-Yo [a] | 4:14         |
| 5.  | «Miss Independent»         | Smith Hermansen Eriksen                                                                | Stargate Ne-Yo [a] | 3:52         |
| 6.  | «Why Does She Stay»        | Smith Jonathan Yip Ray Romulus Jeremy Reeves Micayle McKinney                          | The Stereotypes    | 4:33         |
| 7.  | «Fade into the Background» | Smith Shomari "Sho" Wilson                                                             | Wilson             | 3:18         |
| 8.  | «So You Can Cry»           | Smith Reggie Perry                                                                     | Syience            | 4:18         |
| 9.  | «Part of the List»         | Smith Charles Harmon                                                                   | Chuck Harmony      | 4:09         |
| 10. | «Back to What You Know»    | Smith Hermansen Eriksen Beite Stray                                                    | Stargate Ne-Yo [a] | 4:10         |
| 11. | «Lie to Me»                | Smith Shea Taylor                                                                      | Taylor             | 4:27         |
| 12. | «Stop This World»          | Smith Harmon                                                                           | Harmony            | 4:24         |

| №   | Название                                              | Автор(ы)                                                 | Producer(s)  | Длительность |
| --- | ----------------------------------------------------- | -------------------------------------------------------- | ------------ | ------------ |
| 13. | «She Got Her Own» (featuring Jamie Foxx and Fabolous) | Smith David Debrandon Brown John Jackson Antonio Jimenez | Butter Beats | 5:32         |

| №   | Название            | Автор(ы)     | Продюсер(ы) | Длительность |
| --- | ------------------- | ------------ | ----------- | ------------ |
| 13. | «What's the Matter» | Smith Harmon | Harmony     | 3:46         |

| №   | Название                                              | Автор(ы)                    | Producer(s)  | Длительность |
| --- | ----------------------------------------------------- | --------------------------- | ------------ | ------------ |
| 13. | «What's the Matter»                                   | Smith Harmon                | Harmony      | 3:46         |
| 14. | «She Got Her Own» (featuring Jamie Foxx and Fabolous) | Smith Brown Jackson Jimenez | Butter Beats | 5:32         |

| №   | Название                          | Автор(ы)                            | Producer(s)        | Длительность |
| --- | --------------------------------- | ----------------------------------- | ------------------ | ------------ |
| 15. | «In the Way»                      | Smith J.R. Rotem                    | Rotem              | 4:16         |
| 16. | «Closer» (Niteryders remix)       | Smith Hermansen Eriksen Beite Stray | Stargate Ne-Yo [a] | 7:28         |
| 17. | «Closer» (Agent X Bassline remix) | Smith Hermansen Eriksen Beite Stray | Stargate Ne-Yo [a] | 5:23         |

Notes
- ↑  signifies a co-producer
- «She Got Her Own» contains portions of «My Baby Understands», as written and performed by Donna Summer.

## Участники записи
Титры для Year of a Gentleman взяты из Allmusic и аннотаций к альбому.
- Кирвен Аррингтон — продюсер и инженер (трек 1)
- Дэвис А. Барнетт — альт (трек 12)
- Джесси Бонд — гитара (трек 12)
- Джей Браун — A&R
- Чавес — помощник звукорежиссёра (треки 9, 12)
- Джефф Честек — струнный инженер (трек 12)
- Кэрол Корлесс — производство обложки
- Райан Ди — помощник инженера по микшированию (треки 1, 10)
- Кевин «KD» Дэвис — сведение (треков 1, 2, 6, 7, 9-12)
- Миккель С. Эриксен — продюсер, инженер и инструментовщик (треки 1, 4, 5, 10)
- Ларри Голд — струнный аранжировщик и дирижёр (трек 12)
- Джеймс Харди-Мартин III — инженер (треки 7, 11), вокальный инженер и микширование (трек 8)
- Чак Хармони — продюсер (треки 9, 12), струнная аранжировка (трек 12)
- Рейнелл «Танго» Хэй — A&R
- Тор Эрик Хермансен — продюсер и инструментовщик (треки 1, 4, 5, 10)
- Джош Хауккирк — дополнительный звукорежиссёр (треки 3-5), помощник звукорежиссёра (трек 9)
- Николь Джексон — A&R
- Тереза Джозеф — A&R
- Ольга Конопельская — скрипка (трек 12)
- Эмма Куммроу — скрипка (трек 12)
- Даниэле Лапорт — отслеживание (трек 11)
- Александра Лим — альт (трек 12)
- Дженни Лоренцо — виолончель (трек 12)
- Роб Мартин — скрипка (трек 12)
- Майкл «Мак» Маккинни — клавишные (трек 6)
- Ни-Йо — вокал (все треки), сопродюсер (треки 1, 4, 5, 10), исполнительный продюсер
- Чарльз Паркер — скрипка (трек 12)
- Полоу да Дон — продюсер (трек 3)
- Herb Powers — овладение
- Geno Regist — инженер (треки 6, 9, 12)
- Л. А. Рид — исполнительный продюсер
- Монтес Робертс — помощник инженера (трек 12)
- Дж. Питер Робинсон — художественное направление, дизайн
- Джон Сталь — помощник инженера (трек 12)
- Крис Стэнфорд — фотография
- The Stereotypes — продюсеры (трек 6)
- Бернт Руне Страй — гитара (треки 1, 10)
- Syience — продюсер и инструментовка(трек 8)
- Игорь Швец — скрипка (трек 12)
- Фил Тан — сведение (треки 3-5, 9)
- Ши Тейлор — продюсер, гитара, программирование ударных, фортепиано, струнные, бас и синтезаторы (трек 11)
- Григорий Теперман — скрипка (трек 12)
- Тони Терребонн — инженер (трек 3)
- Брэндон Томас — гитара (трек 9)
- Шомари «Шо» Уилсон — продюсер и инструментовщик (трек 7)

## Чарты
| Чарт (2008)                            | Позиция |
| -------------------------------------- | ------- |
| Австралия (ARIA)                       | 7       |
| Австрия (Ö3 Austria)                   | 41      |
| Бельгия/Фландрия (Ultratop)            | 34      |
| Бельгия/Валлония (Ultratop)            | 58      |
| Канада (Canadian Albums Chart)         | 4       |
| Нидерланды (Album Top 100)             | 26      |
| Франция (SNEP)                         | 24      |
| Германия (Offizielle Top 100)          | 22      |
| Ирландия (IRMA)                        | 13      |
| Италия (Classifica album)              | 23      |
| Japanese Albums (Oricon)               | 2       |
| Новая Зеландия (RMNZ)                  | 6       |
| Шотландия (Scottish Albums Chart)      | 7       |
| Швейцария (Schweizer Hitparade)        | 9       |
| Великобритания (UK Albums Chart)       | 2       |
| Великобритания (UK R&B Albums Chart)   | 1       |
| США (Billboard 200)                    | 2       |
| США (Billboard Top R&B/Hip-Hop Albums) | 1       |

|

### Чарты на конец года
| Чарт (2008)                           | Позиция |
| ------------------------------------- | ------- |
| UK Albums (OCC)                       | 24      |
| US Billboard 200                      | 65      |
| US Top R&B/Hip-Hop Albums (Billboard) | 16      |

| Чарт (2009)                           | Позиция |
| ------------------------------------- | ------- |
| US Billboard 200                      | 63      |
| US Top R&B/Hip-Hop Albums (Billboard) | 20      |

|}

## Копии и продажи
| Регион | Сертификация  | Продажи    |
| --- | ------------- | ---------- |
| Канада (Music Canada) | Золотой       | 40 000^    |
| Япония (RIAJ) | Платиновый    | 250 000^   |
| Новая Зеландия (RMNZ) | Золотой       | 7500^      |
| Сингапур (RIAS) | Золотой       | 5000*      |
| Великобритания (BPI) | 2× Платиновый | 600 000^   |
| США (RIAA) | Платиновый    | 1 000 000^ |
| * Данные о продажах приведены только на основе сертификации. ^ Данные о тиражах приведены только на основе сертификации. |               |            |

## История выхода
| Регион         | Дата             | Лейбл                   | Формат               | Издание  |
| -------------- | ---------------- | ----------------------- | -------------------- | -------- |
| Япония         | 11 сентября 2008 | Universal International | CD, digital download | Standard |
| Германия       | 12 сентября 2008 | Def Jam                 | CD, digital download | Standard |
| Италия         | 12 сентября 2008 | Def Jam                 | CD, digital download | Standard |
| Великобритания | 15 сентября 2008 | Mercury                 | CD, digital download | Standard |
| США            | 16 сентября 2008 | Def Jam                 | CD, digital download | Standard |
| Бразилия       | 21 октября 2008  | Universal Music         | CD, digital download | Standard |